# Guy de Maupassant
Guy de Maupassant, född 5 augusti 1850 på Château de Miromesnil nära Tourville-sur-Arques i Seine-Maritime, död 6 juli 1893 på en sluten vårdanstalt utanför Paris, var en fransk författare.
Maupassant räknas ofta som en av novellkonstens stora mästare. Han karaktäriserar en handling eller ett personporträtt med några enkla stilistiska drag. Stilen är sparsmakad, men kärnfull. Till hans mest uppmärksammade noveller räknas inte sällan hans genombrottsnovell Fettpärlan, om olika personligheter som inte har något med varandra att göra, samt Horla, som tolkats som en resa och uppgörelse i ett inre landskap. Den sistnämnda behandlar panisk förföljelsemani och ångest i ett tvivel på det egna förståndet, vilket även har ställts i relation till Maupassants eget mentala sjukdomstillstånd. Därtill kan den ses som en egendomlig vampyrhistoria.
Många av Maupassants noveller skildrar hans ungdomserfarenheter från det fransk-tyska kriget och den påföljande preussiska ockupationen av östra Frankrike. En del av hans senare novellistiska författarskap kan hänföras till skräcklitteratur, om en psykologisk hänförd fruktan för bland annat övernaturliga händelser och fenomen. I sin detaljhantering liknar dock hans stilistiska ton mycket av den dåtida framväxande naturalismen.

## Biografi
Guy de Maupassant växte upp hos sin frånskilda mor i Normandie, i den för sina bergsformationer kända orten Étretat, där naturen fascinerade honom oerhört. Maupassant avskydde redan i skolan religion; däremot gillade han dikt och teater. Han blev student år 1870, när det fransk-tyska kriget bröt ut, i vilket han deltog som frivillig. Efter kriget 1871 flyttade han till Paris och verkade som tjänsteman, först på marinministeriet, senare på undervisningsministeriet. Han slutförde aldrig sina juridiska studier och vantrivdes även på sina ämbetsmannatjänster. Däremot hade han ett rikt sällskapsliv och bedrev mycket tid hos kvinnor, inte minst på bordell.
Maupassants litterära karriär tog fart när den kände författaren, moderns familjebekant Gustave Flaubert visade intresse för hans texter. Genom Flauberts kontakter knöts Maupassant till många kända företrädare i den realistiska och naturalistiska skolan, bland författare som Émile Zola, Ivan Turgenjev samt Henry James. Genom Flaubert tog Maupassant fasta på iakttagelsens små detaljer i skrivandet, även om Maupassant skisserade sina handlingar mycket mer sparsamt med ett minimum av interiörer och exteriörer. 
År 1880 publicerades Maupassants debutdiktsamling Des Vers, och under samma år även novellen Fettpärlan i en antologi med bland andra Zola, med temat kring det fransk-tyska kriget. När Maupassant väl debuterat, var han oerhört produktiv under den korta tid på drygt tio år som han hann verka som författare. 
Maupassant insjuknade redan vid unga år i syfilis, som senare förorsakade honom svåra mentala problem. Dessa återspeglas i hans senare författarskap, framförallt i skräcknovellerna om människans utsatthet.

## Eftermäle
Asteroiden 15355 Maupassant är uppkallad efter honom.